# Tysklands Grand Prix 1975
Tysklands Grand Prix 1975 var det elfte av 14 lopp ingående i formel 1-VM 1975.

## Resultat
1. Carlos Reutemann, Brabham-Ford, 9 poäng
2. Jacques Laffite, Williams-Ford, 6
3. Niki Lauda, Ferrari, 4
4. Tom Pryce, Shadow-Ford, 3
5. Alan Jones, Hill-Ford, 2
6. Gijs van Lennep, Ensign-Ford, 1
7. Lella Lombardi, March-Ford
8. Harald Ertl, Warsteiner Brewery (Hesketh-Ford)
9. Patrick Depailler, Tyrrell-Ford
10. Mario Andretti, Parnelli-Ford (varv 12, bränslebrist)

### Förare som bröt loppet
- James Hunt, Hesketh-Ford (varv 10, hjul)
- Clay Regazzoni, Ferrari (9, motor)
- Tony Brise, Hill-Ford (9, olycka)
- Jody Scheckter, Tyrrell-Ford (7, olycka)
- Jean-Pierre Jarier, Shadow-Ford (7, däck)
- Carlos Pace, Brabham-Ford (5, upphängning)
- Wilson Fittipaldi, Fittipaldi-Ford (4, motor)
- Hans-Joachim Stuck, March-Ford (3, motor)
- Emerson Fittipaldi, McLaren-Ford (3, upphängning)
- Vittorio Brambilla, March-Ford (3, upphängning)
- John Watson, Lotus-Ford (2, upphängning)
- Ronnie Peterson, Lotus-Ford (1, koppling)
- Mark Donohue, Penske-Ford (1, däck)
- Jochen Mass, McLaren-Ford (0, olycka)
- Ian Ashley, Williams-Ford (0, olycka)

### Förare som ej kvalificerade sig
- Tony Trimmer, Maki-Ford